# Limberg Gutiérrez
Limberg Gutiérrez Mariscal (ur. 19 listopada 1977 w Santa Cruz) – piłkarz boliwijski grający podczas kariery na pozycji ofensywnego pomocnika.

## Kariera klubowa
Limberg Gutiérrez karierę piłkarską rozpoczął w drugoligowym klubie Universidad Iberoamericana La Paz w 1995. W 1996 przeszedł do Bloominga Santa Cruz. W 1996 roku zadebiutował w jego barwach w pierwszej lidze boliwijskiej. Z Bloomingiem dwukrotnie zdobył mistrzostwo Boliwii w 1998 i 1999.
W 2001 wyjechał do Urugwaju, gdzie został wypożyczony do pierwszoligowego klubu Club Nacional de Football. Z Nacionalem zdobył mistrzostwo Urugwaju. W 2003 roku przeszedł do Club Bolívar. Z Bolívar trzykrotnie wygrał turnieje mistrzowskie: mistrzostwo Apertury w 2004 i 2005 oraz mistrzostwo Clausury w 2006. W 2007 był zawodnikiem Bloomingu, a w 2008 jego lokalnego rywala - Oriente Petrolero. W 2009 przeszedł do stołecznego The Strongest. Od 2011 ponownie jest zawodnikiem Bloomingu.
Lata 2005-2006 Castillo spędził w La Paz FC, z którego powrócił do Bolívaru, w którym zakończył karierę w 2007. Ogółem w latach 1990-2007 rozegrał w lidze boliwijskiej 393 mecze, w których zdobył 30 bramek.

## Kariera reprezentacyjna
W reprezentacji Boliwii Gutiérrez zadebiutował 1997 roku. W tym samym roku uczestniczył w Copa América. Na turnieju odbywającym się w rodzinnej Bolwii, Gutiérrez z kolegami wywalczyli wicemistrzostwo kontynentu. W turnieju Gutiérrez wystąpił jedynie w dwóch pierwszych meczach z Wenezuelą i Peru.
W 1999 po raz drugi uczestniczył w Copa América. Na turnieju w Paragwaju Gutiérrez wystąpił we wszystkich trzech meczach z Paragwajem, Peru i Japonią. W tym samym roku uczestniczył również w Pucharze Konfederacji 1999. Na turnieju w Meksyku Gutiérrez wystąpił we wszystkich trzech meczach z Egiptem (bramka), Arabią Saudyjską i Meksykiem.
W 2001 po raz trzeci wystąpił na turnieju Copa América. Na turnieju w Kolumbii Gutiérrez wystąpił we wszystkich trzech meczach z Urugwajem, Hondurasem i Kostaryką. W 2004 po raz ostatni uczestniczył w Copa América. Na turnieju w Peru Gutiérrez wystąpił we wszystkich trzech meczach z Peru, Kolumbią i Wenezuelą. Ostatni raz w reprezentacji Gutiérrez wystąpił 9 września 2009 w przegranym 1-3 meczu eliminacji Mistrzostw Świata z Ekwadorem.
Ogółem w kadrze narodowej od 1997 do 2009 roku rozegrał 53 mecze, w których zdobył 4 bramki.